# Plecoptera biguttata
Plecoptera biguttata är en fjärilsart som beskrevs av Walker 1865. Plecoptera biguttata ingår i släktet Plecoptera och familjen nattflyn. Inga underarter finns listade i Catalogue of Life.